# 春山友紀
春山 友紀（はるやま　ゆうき、1990年12月4日 - ）は、千葉県出身の、日本の柔道選手である。階級は81 kg級と90 kg級。身長173 cm。組み手は右組み。得意技は寝技。

## 経歴
柔道は5歳の時に明倫館杉崎道場で始めた。小学校5年と6年の時には全国少年柔道大会の決勝で秋田県代表の櫻庭翔を破って2連覇を達成した。また、6年の時にはマルちゃん杯全日本少年柔道大会の個人戦無差別でも優勝を飾った。八街中央中学へ進むと、3年の時には全国中学校柔道大会の90kg級で3位になった。
国士舘高校に進むと、1年の時には全国高校選手権団体戦の決勝で東海大学相模高校に敗れて2位だった。2年の時には金鷲旗の決勝でも東海大学相模高校に敗れた。インターハイの団体戦では準決勝で東海大学相模高校、決勝で修徳高校をそれぞれ破って優勝した。個人戦90kg級では決勝で埼玉栄高校3年の江原拓巳を効果で破って、団体戦との2冠を達成した。全日本ジュニアでも決勝で東海大学相模高校3年の吉田優也を破って優勝を飾った。全国高校選手権では決勝で東海大学相模高校に敗れて2位だった。3年の時には金鷲旗の決勝で東海大学相模高校と対戦すると、大将戦で相手エースの高木海帆に体落で敗れて2位に終わった。インターハイの団体戦決勝でも2－1で迎えた大将戦において、高木に終了1秒前に大内刈で技ありを取られたことにより、2-2ながら内容差でチームは逆転負けを喫した。個人戦では決勝で桐蔭学園高校3年の西山大希を判定で破って2連覇を果たした。
2009年には国士舘大学へ進学すると、1年の時には優勝大会と体重別団体ではそれぞれ3位だった。全日本ジュニアでは決勝で筑波大学1年の西山大希に敗れた。講道館杯では決勝で新日鉄の西山将士に敗れて2位だった。ワールドカップ・スウォンとワールドカップ・トビリシで3位になったが、グランドスラム・東京では5位にとどまった。2年の時には優勝大会の決勝で東海大学に敗れたが、学生体重別では優勝を飾った。体重別団体では3位だった。講道館杯では決勝で昨年に続いて西山将士に敗れた。3年の時にも優勝大会の決勝で東海大学に敗れたものの、学生体重別では2連覇を達成した。その後階級を81kg級に変更すると、講道館杯では3位となった。4年の時には優勝大会で3位、学生体重別では90kg級に出場して2位だった。講道館杯の81kg級では決勝でJRAの長島啓太に敗れて2位だった。
2013年には自衛隊体育学校の所属になると、2015年の実業個人選手権と講道館杯では3位だった。2016年の実業個人選手権でも3位だった。講道館杯では決勝で了徳寺学園職員の渡邉勇人に敗れて今大会4度目の2位にとどまった。引退試合となった2019年の全日本選手権では2回戦で193cm、130kgの尾原琢仁に反則負けした。

## 戦績
- 2001年 -　全国少年柔道大会　5年生の部　優勝
- 2002年 -　全国少年柔道大会　6年生の部　優勝
- 2002年 -　マルちゃん杯全日本少年柔道大会　個人戦　無差別　優勝
- 2005年 -　全国中学校柔道大会　3位　90kg級
- 2007年 -　全国高校選手権　団体戦　2位
- 2007年 -　金鷲旗　2位
- 2007年 -　インターハイ　個人戦　優勝　団体戦　優勝
- 2007年　- 全日本ジュニア　優勝
- 2008年 -　全国高校選手権　団体戦　2位
- 2008年 -　金鷲旗 2位
- 2008年 -　インターハイ　個人戦　優勝　団体戦　2位
- 2009年 -　優勝大会　3位
- 2009年　- 全日本ジュニア　2位
- 2009年　- 体重別団体　3位
- 2009年　- 講道館杯　2位
- 2009年　- ワールドカップ・スウォン　3位
- 2009年　- グランドスラム・東京　5位
- 2010年 -　ワールドカップ・トビリシ　3位
- 2010年　- 優勝大会　2位
- 2010年　- 学生体重別　優勝
- 2010年　- 体重別団体　3位
- 2010年　- 講道館杯　2位
- 2011年 -　グランプリ・デュッセルドルフ　5位
- 2011年　- 優勝大会　2位
- 2011年　- 学生体重別　優勝

81kg級での戦績
- 2011年　- 講道館杯　3位
- 2012年 -　グランドスラム・パリ　5位
- 2012年　- 優勝大会　3位
- 2012年　- 学生体重別　2位　90kg級
- 2012年　- 講道館杯　2位
- 2012年　- グランドスラム・東京　5位
- 2015年　- 実業個人選手権　3位
- 2015年　- 講道館杯　3位
- 2016年　- 実業個人選手権　3位
- 2016年　- アジアオープン・台北　2位
- 2016年　- 講道館杯　2位
- 2016年 -　グランドスラム・東京　5位

(出典、JudoInside.com)